# Раздразнителност
Раздразнителността в психологията е крайна реакция на стимули. В действителност терминът се употребява в този смисъл като в областта на психологията, така и в областта на физиологията, когато става дума за проява на симптоми на крайна сензитивност, или дори патологична и абнормална реакция на външни стимули, някои от които могат да имат вреден характер (виж дразнимост). В психологията раздразнителността е свързана с гнева и фрустрацията. Това е поведенческа реакция, която може да бъде отговор както на психологически, но също и на други, външни поведенчески или емоционални стимули, които възникват в определена среда, ситуация, общество.